# Melanotaenium lamii
Melanotaenium lamii är en svampart som beskrevs av Syd. & P. Syd. 1921. Melanotaenium lamii ingår i släktet Melanotaenium och familjen Melanotaeniaceae.   Inga underarter finns listade i Catalogue of Life.